# Jean Rouch
Pour les articles homonymes, voir Rouch.
Jean Rouch, né le 31 mai 1917 à Paris (France) et mort le 18 février 2004 à Tahoua (Niger), est un réalisateur et un ethnologue français.
Il est particulièrement connu pour sa pratique du cinéma direct et pour ses films ethnographiques sur des peuples africains tels que les Dogons et leurs coutumes. Considéré comme le créateur de l'ethnofiction, un sous-genre de la docufiction, il est l'un des théoriciens et fondateurs de l'anthropologie visuelle.

## Biographie

### Famille
Jean Rouch est le fils de Jules Rouch, officier de marine, météorologue, explorateur et de Luce Gain. Ils ont eu deux enfants : Geneviève et Jean. C'est lors de l’expédition polaire française en Antarctique, commandée par Jean-Baptiste Charcot de 1908 à 1910 avec le Pourquoi pas ?, que Jules Rouch rencontre Louis Gain, le naturaliste de l'expédition. Au retour de l'expédition, Jules Rouch fait la connaissance de Luce, venue accueillir son frère. Il l'épouse en 1913. Pendant la première guerre mondiale, Jules Rouch est nommé chef du service météorologique aux armées, fin 1916. Après la guerre, en tant qu'officier de marine, il occupe plusieurs postes à l'étranger, notamment en Allemagne, en Algérie, au Maroc et en Grèce. Il termine sa carrière en tant que directeur du musée océanographique de Monaco.
Jean Rouch a pour compagne Yannick Bellon au début de la guerre, et s'est marié deux fois : en 1952 avec Jane Margareth George (1922-1987), puis en 2002 avec Jocelyne Rouch-Lamothe. Jane a partagé la passion de son mari pour l'Afrique et a publié en 1984 un essai, Nous n'irons plus aux bals nègres. Jocelyne Rouch-Lamothe a tenu son propre rôle dans le court-métrage réalisé par Bernd Mosblech en 2007 : Je suis un Africain blanc - L'adieu à Jean Rouch. Elle a créé en 2006 la Fondation Jean Rouch, placée sous l'égide de la Fondation de France.

### Ingénieur
Après une formation d’ingénieur à l'École nationale des ponts et chaussées, Jean Rouch se fait engager avec deux camarades de promotion, Jean Sauvy et Pierre Ponty, comme ingénieur des travaux publics en Afrique. Rouch est affecté au Niger où il construit des routes et des ponts. Après la mort d’ouvriers foudroyés sur un chantier, il découvre les mystères de la religion et de la magie songhaï. Il se consacre alors à l'ethnographie.
Après avoir été expulsé de la colonie du Niger, il prépare à Dakar les campagnes militaires de libération, puis rejoint la 2e division blindée du général Leclerc et entre avec les armées alliées dans Berlin en 1945,.

### Ethnologue
De retour en France, il suit les cours d'ethnologie de Marcel Mauss et de Marcel Griaule, puis repart, en 1946, en Afrique avec Jean Sauvy et Pierre Ponty pour descendre en pirogue les 4 200 km du fleuve Niger, de sa source jusqu’à l’océan Atlantique,. Après cet exploit, il effectue d’autres missions, tourne des films et soutient sa thèse avec son maître Marcel Griaule, lui-même pionnier du cinéma ethnographique. En 1953, chargé de recherches au CNRS, il crée (avec Henri Langlois, Enrico Fulchignoni, Marcel Griaule, André Leroi-Gourhan et Claude Lévi-Strauss) le Comité du film ethnographique, qui siège au musée de l'Homme à Paris. Il est l'un des fondateurs du "cinéma-vérité" avec Edgar Morin, un mouvement qu'il a contribué à théoriser et dont il a proposé le film-manifeste avec Chronique d'un été en 1961.
En 1969, il crée avec Pierre Braunberger et Anatole Dauman le Groupe de recherches et d'essais cinématographiques (Grec), destiné à produire de premiers courts métrages, avec le soutien du CNC. La même année, il cofonde avec Enrico Fulchignoni, Claudine de France et Colette Piault, la Section de Cinéma, devenue depuis Section Cinéma anthropologique, au sein de l’UER de Sciences Sociales de l’université de Nanterre. 
Toujours à l'université de Nanterre, il fonde en 1971 le laboratoire de recherche Formation de Recherches Cinématographiques (FRC). 
En 1978, il s'intéresse avec Jean-Michel Arnold, au festival "L'homme regarde l'homme", créé par Jacques Willemont en 1975 à Créteil, puis déplacé en 1978 à Beaubourg. Ils se l'approprient et le rebaptisent Cinéma du réel ; le festival existe toujours,. Ainsi, il est possible d'affirmer que Jacques Willemont est également à l'origine du Festival Jean Rouch, décliné de Cinéma du réel et donc de "L'Homme regarde l'Homme".
En 1978, les autorités de la jeune république du Mozambique demandent à des cinéastes connus, parmi lesquels Jean-Luc Godard et le brésilo-mozambicain Ruy Guerra, de concevoir une politique cinématographique et télévisuelle innovante. Jean Rouch propose pour sa part une approche fondée sur la formation de futurs cinéastes sur place. Avec Jacques d'Arthuys, attaché culturel de l’ambassade de France , il constitue alors un atelier de formation au cinéma documentaire sur pellicule en super 8, à la pédagogie simple, fondée sur la pratique : « on tourne le matin, on développe à midi, on monte l’après-midi et on projette le soir. » Après cette expérience, les Ateliers Varan sont créés en 1981 à Paris.
Au cours de sa longue carrière, Jean Rouch, réputé pour son agilité intellectuelle et son don de la parole, enseigne inlassablement le cinéma en France, en Afrique, aux États-Unis et réalise près de cent vingt films. Il suscite de multiples vocations de cinéastes à travers le monde. Il anime pendant des années le séminaire « Cinéma et Sciences Humaines » à la Cinémathèque française en collaboration pédagogique avec l'université de Paris X-Nanterre, où il crée le premier DEA en études cinématographiques de France,.
En septembre 1996 il fait une visite exceptionnelle en Afrique du Sud, après installation de Nelson Mandela, pour filmer dans les townships et il donne deux cours publics sur sa vision du film ethnographique au Centre for Rhetoric Studies de l'Université du Cap.
Influencé par Dziga Vertov et Robert Flaherty, Jean Rouch est l’un des pères fondateurs du cinéma-vérité. Il est une source d’inspiration et une constante référence pour les réalisateurs de la Nouvelle Vague. Président de la Cinémathèque française pendant cinq ans (entre 1986 et 1991), il est en 1993, à Berlin, lauréat du prix international de la paix, pour son film Madame l'eau. Son œuvre, couronnée par de nombreuses récompenses prestigieuses, s’inscrit dans l’histoire du cinéma,,. Un admirateur de Rouch, Jean-Luc Godard, pose cette question : « Jean Rouch n'a pas volé son titre de carte de visite : chargé de recherche au Musée de l'homme. Existe-t-il une plus belle définition du cinéaste ? ».

### Décès
Au cours d’une ultime mission au Niger, le 18 février 2004, à la tombée de la nuit, à 16 kilomètres de la ville de Birni N'Konni sur la route de Tahoua dans l’est du pays, Jean Rouch est victime d'un accident de voiture mortel. Il désirait être incinéré, mais le Niger interdit les crémations. Il repose dans une tombe dans l'ancien cimetière chrétien de Niamey.

## Filmographie

### Principaux longs métrages
- 1954 : Jaguar finalisé en 1967
- 1955 : Les Fils de l'eau
- 1958 : Moi un noir Prix Louis-Delluc 1958.
- 1961 : La Pyramide humaine
- 1961 : Chronique d'un été, coréalisé par Edgar Morin Grand prix de la semaine de la critique au festival de Cannes 1961.
- 1965 : La Chasse au lion à l'arc Lion d'or au festival de Venise 1965.
- 1967-1974 : Les Fêtes du Sigui (voir cérémonies du Sigui)
- 1970 : Petit à petit
- 1974 : Cocorico Monsieur Poulet
- 1976 : Babatou, les trois conseils
- 1979 : Bougo, les funérailles du vieil Anaï
- 1983 : Dionysos Sélection au festival de Venise 1984.
- 1986 : Folie ordinaire d'une fille de Cham, coréalisé par Philippe Costantini, avec Jenny Alpha, Sylvie Laporte, Catherine Rougelin d'après le texte de Julius Amédée Laou et la mise en scène de Daniel Mesguich
- 1985-1986: Cousins, cousine[29] (32 min- Film Inachevé). Damouré Zika est à Venise avec sa cousine Mariama Hima dans une histoire de gondoles.
- 1992 : Madame l'eau, scénario co-écrit avec Philo Bregstein Grand prix international de la paix au festival de Berlin 1993.
- 2003 : Le Rêve plus fort que la mort, coréalisé par Bernard Surugue

### Courts et moyens métrages
Liste non exhaustive
- 1947 : Au Pays des mages noirs[30],[31]
- 1948 : Les Magiciens de Wanzerbe. Rites des magiciens Songhay au Niger.
- 1949 : Circoncision. Rite de circoncision des enfants de Hombori, un village du Mali.
- 1949 : Initiation à la danse des possédés. Une femme Songhai de l’archipel de Tillaberi est initiée. Prix du meilleur film non commercial au Festival du Film maudit à Biarritz, organisé par le ciné-club Objectif 49 (dont le président est Jean Cocteau) et la Cinémathèque d'Henri Langlois.
- 1952 : Bataille sur le grand fleuve[32].
- 1954 : Les Maîtres Fous (36 min et d’autres versions). Rituel d’un groupe d’Africains, une secte religieuse d’ouvriers d’Accra, au Ghana, qui sont possédés par l’esprit des Haukas (en), « Les Maîtres Fous », dans une mise en scène où ils jouent des personnages associés au pouvoir colonial. Grand prix de la Biennale internationale du cinéma de Venise - Film ethnographique, Mostra, 1957.
- 1962 : La Punition[33].
- 1963 : Rose et Landry, coréalisé avec Jacques Godbout. Les relations entre les générations, amours et mariages, émancipation des femmes et exode vers l’Europe des élites africaines. Prix San Giorgio de la Biennale internationale du cinéma de Venise.
- 1964 : La Gare du Nord. Court métrage de fiction en 4 plans dont deux plan-séquence, d’environ 16 min, faisant partie du film Paris vu par… : Jean Rouch, Jean-Daniel Pollet, Jean Douchet, Éric Rohmer, Claude Chabrol et Jean-Luc Godard.
- 1964-1965: La Goumbé des Jeunes Noceurs[34] (27 min).   A Abidjan, dans le quartier de Treichville, la Goumbé des Jeunes Noceurs[35] se réunit dans la rue pour de spectaculaires exhibitions de chants et de danses modernes...
- 1965 : Les Veuves de quinze ans, 25 min, court métrage pour la série Les Adolescentes[36] sur les yéyés françaises. Jean Rouch observe le comportement de deux adolescentes de la société yéyé parisienne, dont on suit les aventures. L’une est sérieuse, l’autre pas.
- 1973 : Foot Girafe
- 1974 : VW voyou

### Films sur les rituels desDogonsauMali
En coréalisation avec Germaine Dieterlen, la série concerne les cérémonies du Sigui.
- 1967 : L'Enclume du Yougo (38 min). Début des fêtes du Sigui. Les hommes rasés et vêtus du costume rituel du Sigui entrent sur la place publique en dansant la danse du serpent. Ils honorent les terrasses des grands morts des 60 dernières années.
- 1968 : Les Danseurs de Tyogou (27 min). Deuxième année du Sigui. Les hommes préparent les parures du Sigui avant de partir en procession vers les sites des anciens villages et revenir danser sur la place publique. Le lendemain la caverne des masques est préparée pour recevoir le grand masque à la fin des cérémonies.
- 1969 : La Caverne de Bongo (40 min). Troisième année du Sigui. Les dignitaires achèvent leur retraite dans la caverne du Bongo. Autour du vieil Anaï qui voit son troisième Sigui (il a donc plus de 120 ans) les hommes se préparent avant d'aller faire le tour du champ de lignage et boire la bière communielle.
- 1970 : Les Clameurs d'Amani (35 min). Quatrième année du Sigui. Interrogé par le chef de Bongo, le « renard pâle » donne la route du Sigui d'Amani. Précédé par les anciens, les hommes du Sigui commencent un itinéraire sinueux avant d'entrer sur la place rituelle.
- 1974 : L'Auvent de la circoncision (18 min). Septième et dernière année des cérémonies du soixantenaire du Sigui. Les trois dignitaires de Yamé sont partis à Songo visiter, dans les falaises, les auvents des cavernes dont les parois sont couvertes de peintures consacrées au Sigui.

## Autres activités

### Photographe
- « Jean Rouch, un photographe africain »[37], de Alfred Adler et Michel Cartry, 6 octobre 2000

### Documentariste
- 1961 : Le Niger, jeune république de Claude Jutra au Québec

### Acteur
- L'Œuf sans coquille, un film-opéra de Rina Sherman[38]
- MM. les locataires, un film de Rina Sherman[39]

## Publications
Bibliographie exhaustive sur le site du Comité du film ethnographique
- Séverine Graff, Le cinéma-vérité. Films et controverses, Préface de François Albera, Rennes, Presses Universitaires de Rennes, 2014.
- Jean Rouch, Nadine Wanono, Germaine Dieterlen, Ciné-rituel de femmes dogon, CNRS Editions[41], 1987
- La Religion et la magie Songhay, université de Bruxelles, 1996
- Les Songhay, L'Harmattan[42], 2005
- Alors le Noir et le Blanc seront amis - Carnets de mission 1947-1951, Fayard, 2008

### Préfaces
- Georges Sadoul, Dziga Vertov, Champ libre, 1971
- Théodore Monod, Mémoires d'un naturaliste voyageur, Agep, 1992
- Marc Gouby, Moïse Fdida, Le Tour des hommes intègres, Eden Productions, 2001

## Radio et télévision
- Jean Rouch intervient largement, ainsi qu'Edgar Morin, dans la série de Jean-Pierre Pagliano Chronique d'un été, trente ans après, 25 émissions diffusées sur France Culture du 29 juillet au 30 août 1991 (et plusieurs fois rediffusées).
- A l'occasion du centenaire de la naissance de Jean Rouch, Arte diffuse le 23 août 2017 un film qui retrace son parcours, avec de nombreux témoignages[43].

## Films sur DVD
- Jean Rouch aux Éditions Montparnasse, 2005 - coffret de 4 DVD regroupant 10 films et 3 compléments inédits.
- Jean Rouch un cinéma léger ! aux Éditions Montparnasse - coffret de 10 DVD en 3 sections : ethnofictions, rituels traditionnels et modernes, promenades et portraits. Une trentaine de films

#### En français

##### Ouvrages
- Collectif, « Jean Rouch, un griot gaulois », Cinémaction, 1982
- Jean-Paul Colleyn, Catherine de Clippel, « Demain, le cinéma ethnographique ? », Cinémaction, 1992
- L'Autre et le sacré - Surréalisme, cinéma, ethnologie, textes recueillis par C.W. Thompson, Éditions L’Harmattan, Paris, 1995, p. 407-431
- R. Predal, Jean Rouch ou le cinéma plaisir, Charles Corlet, 1996
- Jean Sauvy, Jean Rouch tel que je l'ai connu, L'Harmattan, 2006
- Maxime Scheinfeigel, Jean Rouch, Paris, CNRS Éditions, 2008 (ISBN 978-2-271-07790-5, lire en ligne)
- Jean-Paul Colleyn, Jean Rouch. Cinéma et anthropologie, Cahiers du Cinéma, 2009
- Collectif, Découvrir les films de Jean Rouch, Scope Eds, 2010
- Dans le sillage de Jean Rouch, 2e éd. révisée (à paraître) Rina Sherman Ed, k éditeur, 2018
- Jean Rouch, "Saluts d'irrémédiables !" & autres saluts et portraits, anthologie de textes réunis et présentés par Andrea Paganini, Éditions de l'œil, 2021[44]

##### Articles
- Madeleine Garrigou-Lagrange, « Vérité au cinéma et cinéma-vérité. Rouch ou l'investigation expérimentale », Téléciné no 105, Paris, Fédération des Loisirs et Culture Cinématographique (FLECC), juin-juillet 1962,  (ISSN 0049-3287)
- « L'autre face du miroir - Jean Rouch et l'autre » + Jean Rouch à l'envers par Ricardo Costa, (2000) / (en) The Other Side of the Mirror + Jean Rouch in Reverse (2017)
- « La mémoire est audiovisuelle » (entretien d'Olivier Barlet), Africultures, 3 janvier 2002
- Jean Rouch (1917-2004), L'Homme, juillet-décembre 2004
- « Jean Rouch : l'ONF a perdu un grand ami » par Jacques Bensimon, Le Devoir, 26 février 2004
- « Jean Rouch et l'Office national du film » par Vincent Bouchard, Hors Champ, 9 novembre 2004
- « Parcours d'un ethno-cinéaste » par André Habib et François L'Écuyer, Hors Champ, 9 novembre 2004
- « Jean Rouch, presque un homme-siècle » par Jean-Paul Colleyn, L'Homme, juillet-décembre 2004
- « Une attente incessante - Jean Rouch (1917-2004) » par Marc-Henri Piault, Cahiers d'études africaines, 2004
- « Jean Rouch », de Andrea Paganini, L’Homme juillet-septembre 2005
- « Jean Rouch et la naissance de l’anthropologie visuelle » par Luc de Heusch, L'Homme, octobre-décembre 2006

#### En anglais
- Paul Stoller, The Cinematic Griot, Chicago: University of Chicago Press, 1992
- Julian Vigo, « Power/Knowledge and Discourse: Turning the Ethnographic Gaze Around in Jean Rouch's Chronique d'un été », Visual Sociology, 1995, pp. 14–38
- Website in English with bibliography, filmography, essays and interviews : maitres-fous.net
- Brian Quist, Jean Rouch and the genesis of ethnofiction (Long Island University).
- Fifty Key Anthropologists, edited by Robert Gordon, Harriet Lyons, Andrew Lyons, Contribution on Jean Rouch by Rina Sherman, P 199
- Paul Henley, The Adventure of the Real: Jean Rouch and the Craft of Ethnographic Cinema, University of Chicago Press 2010, 500 p.

### Filmographie sur Jean Rouch
- Rouch in Reverse, film documentaire de Manthia Diawara
- Paroles (série d’entretiens avec Jean Rouch, Germaine Dieterlen et Brice Ahounou[45],[46],[47]  filmés au Musée de l’Homme par Ricardo Costa) entre avril et mai 1998.